# Häuptlingstum
Häuptlingstum bezeichnet in der Ethnologie – nach Elman Service – eine Form der politischen Organisation von sesshaften indigenen Völkern und Ethnien, die einen oder mehrere permanent herrschende Oberhäupter (Häuptling) anerkennen oder historisch anerkannten. Nach Morton Fried gehören Häuptlingstümer zu den Ranggesellschaften. In der Politikethnologie wird das Häuptlingstum zwischen den (teils segmentären und „herrschaftsfreien“) Stammesgesellschaften und den in Staaten organisierten Gesellschaften einsortiert. Der US-amerikanische Ethnologe Robert L. Carneiro definierte 1981 das Häuptlingstum als „eine autonome politische Einheit, die aus einer Anzahl von Dörfern oder Gemeinschaften besteht und die sich unter der Kontrolle eines obersten Häuptlings befindet“. Die deutsche Kulturwissenschaftlerin Susan Arndt merkte 2011 an, dass die Bezeichnung Häuptlingstum eine negative Nebenbedeutung habe und weibliche Machtstrukturen ausgrenze. Im allgemeinen Sprachgebrauch wird der Herrschaftsbereich eines Häuptlings oder traditionellen Anführers undifferenziert als Häuptlingstum bezeichnet.

## Voraussetzungen

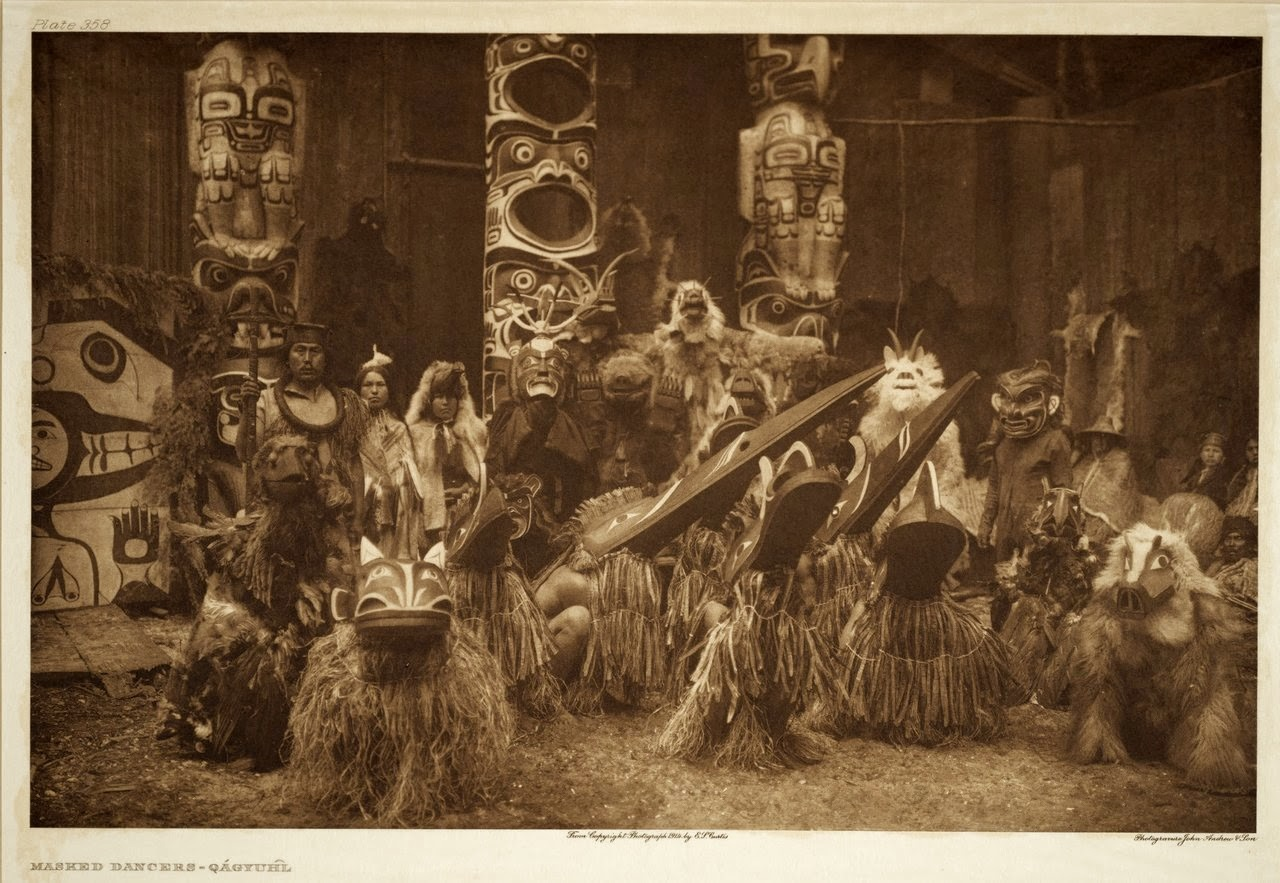
In den Häuptlingstümern der nordamerikanischen Westküste wurde die Ungleichheit in Bezug auf die Ressourcen regelmäßig durch das rituelle Potlatchfest gemildert

Eine Voraussetzung für die Entstehung eines Häuptlingstums ist das Aufkommen von gesellschaftlicher Ungleichheit in segmentären Stammesgesellschaften, insbesondere:
- Ungleichheit zwischen Frauen und Männern: Viele dieser Gesellschaften sind nach ihrer Väterlinie organisiert (patrilinear) und der eheliche Wohnsitz liegt beim Mann oder seinem Vater (patrilokal). Frauen haben hier im Allgemeinen einen niedrigeren sozialen Status als Männer. Insbesondere die Tatsache, dass die Frauen nach der Heirat ihre eigene Familie verlassen und in der ihres Ehemannes leben, benachteiligt sie in vielfacher Weise:[4]
  - Ihr gesellschaftlicher Status geht zurück; sie sind von allen bisherigen sozialen Kontakten abgeschnitten, beispielsweise zu Freundinnen, und müssen teilweise unter Menschen leben, die sie bisher nicht kannten.
  - Im Allgemeinen sind Frauen nicht erbberechtigt und können auch nur begrenzt von der Arbeitskraft ihrer Nachkommenschaft profitieren.
  - Die Bande der Verwandtschaft werden in patriarchalen Systemen nur über die Männer hergestellt.
  - Obwohl die Frauen in der Landwirtschaft und der häuslichen Produktion eine bestimmende Stellung einnehmen, werden die Arbeitsprodukte von den Männern kontrolliert.

Aus dem ursprünglicheren Frauentausch entwickeln sich Brautpreis-Systeme, so dass Frauen faktisch von der Familie des Bräutigams gegen Heiratsgüter (wertvolle und dauerhafte Gegenstände oder Besitz) gekauft werden können.
- Ungleichheit zwischen jüngeren und älteren Männern: Eine andere Form der Ungleichheit ist in diesen Gesellschaften die hervorgehobene Position der ältesten Männer (Senioritätsprinzip). Die Ältesten haben häufig die größte Autorität und entscheiden über die wichtigsten allgemeinen Belange der Produktion. Sie koordinieren den Produktionsprozess und verwalten die landwirtschaftlichen Vorräte. In patriarchalen Gesellschaften handeln sie mit den Ältesten der anderen Gemeinschaften die Heiratsallianzen aus und bestimmen, welche Mitglieder der jeweiligen Gruppen miteinander verheiratet werden.
- Ungleichheit zwischen erfolgreichen und weniger erfolgreichen Männern: Die Angehörigen segmentärer Gesellschaften glauben, jede besonders erfolgreiche Hervorbringung, zum Beispiel die eines Jägers, Fischers, Ackerbauern oder Kriegers, sei das Resultat des Besitzes von übersinnlichen Kräften, die in der polynesischen Sprache Mana genannt werden, ansonsten weltweit unter verschiedenen Namen bekannt sind. Je mehr Erfolg (Prestige) eine Person hat, über desto mehr Mana verfügt sie und umso mehr übersinnliche Kräfte werden ihr zugeschrieben. Da das Mana nicht auf alle Gesellschaftsmitglieder gleichmäßig verteilt ist, sondern so, dass es dem religiösen, politischen oder wirtschaftlichen Erfolg des Einzelnen entspricht, bewirkt es eine Staffelung der Gesellschaft in unterschiedliche Statusgruppen, die durch ihren Anteil am Mana definiert sind. Die Existenz von Mana führt zu einem ständigen Kampf um Anerkennung zwischen den Mitgliedern des Gemeinwesens.[7]

## Entstehung

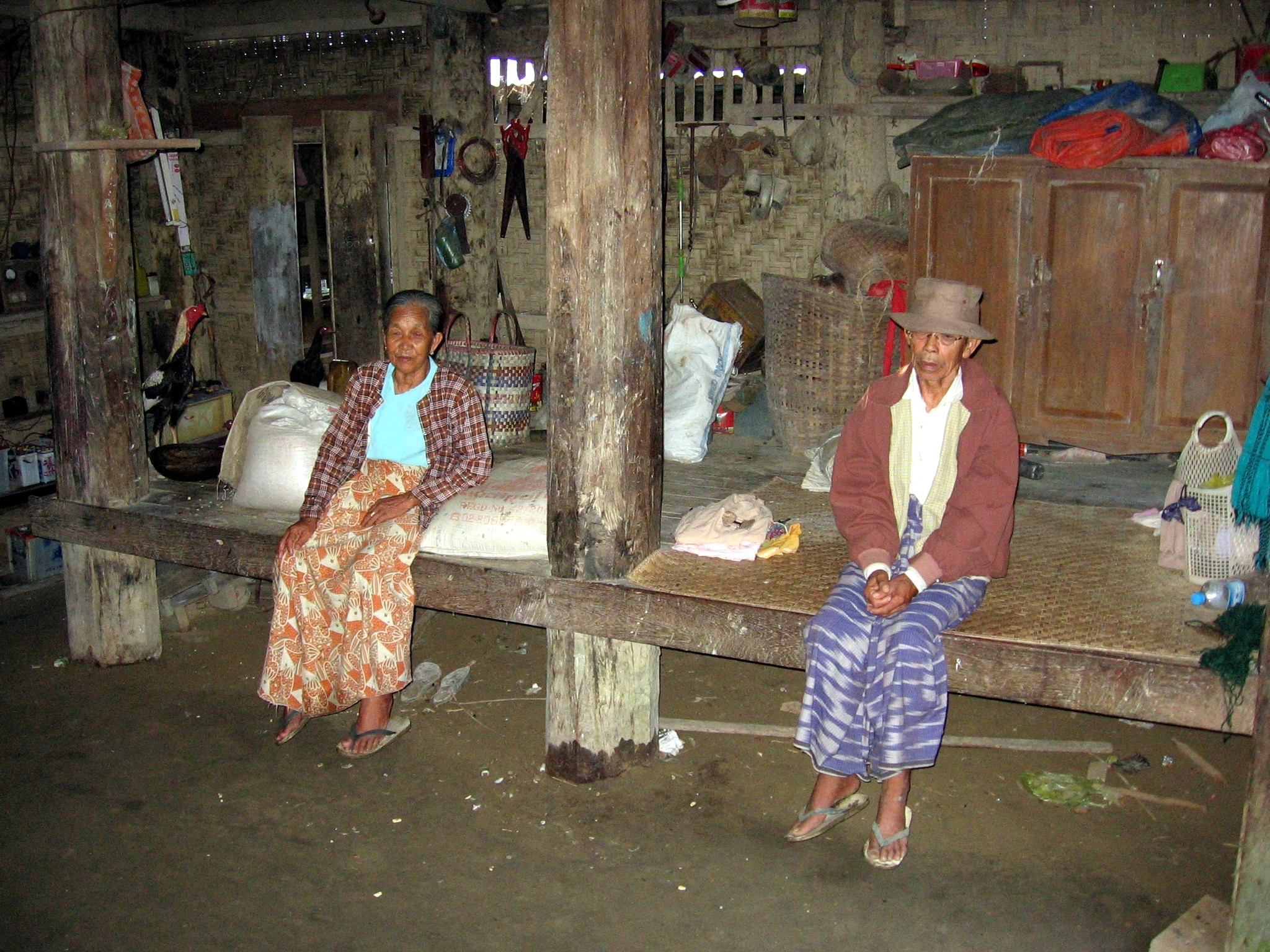
Angehörige des Jingpo-Volkes, die von Friedman für die Entstehung des Häuptlingstumes herangezogen wurden

Der US-amerikanische Anthropologe Jonathan Friedman beschrieb 1975 die Entstehung des Häuptlingstums am Beispiel der Jingpo (Kachin) im asiatischen Myanmar (Birma): Ein Häuptlingstum entsteht, wenn ein Individuum beispielsweise im Krieg, aber besonders durch das Ausrichten von Festen mit gegenseitigen Geschenken (Beispiel: Potlatchfest) ein solch hohes soziales Ansehen erwirbt (Mana, Prestige), dass eine positive Rückkopplungsschleife entsteht und sich schließlich ein großer Teil des gesellschaftlichen Arbeitsprodukts in seiner Familie oder Abstammungsgruppe (Lineage, Clan) konzentriert. Beispiel:
1. Der Anführer eines Clans gibt ein besonders großes Fest für das gesamte Dorf. Er kann sich das leisten, weil er eine gute Ernte hatte.
2. Dieses Fest steigert sein Ansehen erheblich; nun kann er für seine Töchter besonders hohe Brautpreise verlangen.
3. Das durch die Brautpreise erworbene Mehrprodukt wird dazu genutzt, um selber weitere Frauen zu erwerben.
4. Hierdurch erhöht sich einerseits das Ansehen seines Clans, andererseits stehen durch die Frauen und von ihnen geborene Kinder jetzt mehr Arbeitskräfte zur Verfügung und es können mehr Güter für die Feste produziert werden.
5. Diese wiederum erhöhen das Ansehen des Anführers dieses Clans noch mehr.

## Merkmale

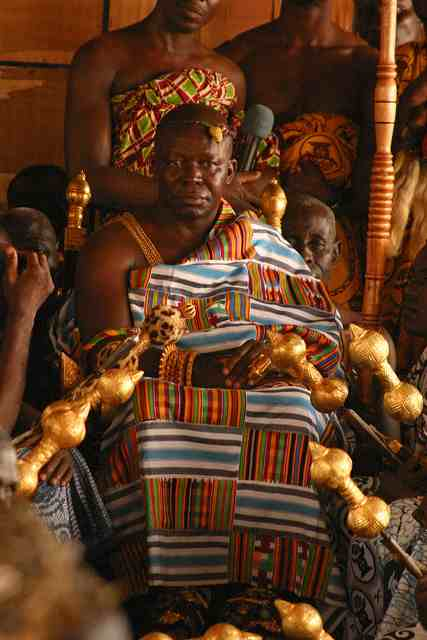
König Osei Tutu II. des Aschanti-Volkes in Ghana: Sein Rang geht in mütterlicher Erbfolge auf das historische Aschanti-Häuptlingstum zurück.

Aufgrund des Mana-Mechanismus nehmen die Stammesangehörigen an, dass der Anführer der prestigereichsten Abstammungsgruppe besonders gute Verhältnisse zu den Ahnen, Geistern und Göttern unterhält. Sie beginnen, an seinem Hausaltar zu opfern. Die Opfergaben gehen an die Abstammungsgruppe des Häuptlings.
Es kommt auch zu einer Rangordnung der Verwandtschaftsbeziehungen: Die Abstammungsgruppe des Häuptlings gilt nun als die älteste des gesamten Gebietes, die unmittelbar mit dem Gründerahnen oder den Geistern und Göttern verwandt ist. Die anderen Abstammungsgruppen gelten nun als die Nachkommen der jüngeren Söhne des Gründerahnens. So entsteht aus einem System von mehreren ursprünglich gleichgestellten Abstammungsgruppen, die untereinander durch Heiraten verbunden sind, eine Ramage (einer großen Lineage ähnlich, nach Raymond Firth) oder eine kegelförmige Clan-Struktur (nach Paul Kirchhoff). Darin besitzen die durch Heiratsregeln verbundenen Abstammungsgruppen eine hierarchisch gestaffelte Rangposition, die durch ihren abstammungsmäßigen Abstand zur prestigereichsten Gruppe im Zentrum beschrieben wird, welche den Häuptling stellt. Dabei ist es unerheblich, wie die wirklichen Verwandtschaftsverhältnisse aussehen.
Diese Konstellation bewirkt eine relativ dauerhafte Institutionalisierung der politischen Macht beim Häuptling und begünstigt die Vererbbarkeit seines Amtes, meistens an seinen ältesten Sohn (Primogenitur). Seine Nachkommen müssen nicht mehr besondere Heldentaten begehen, um als Anführer anerkannt zu werden – es reicht nun, wenn sie sich durch die Umverteilung von Gütern, die ihnen durch Opferrituale und Brautpreise zufließen, Prestige verschaffen.
Das Ansehen des Häuptlings kann sich weiter vergrößern, denn er ist durch die ihm zur Verfügung stehenden Güter in der Lage:
- seine zentrale Position im Netzwerk der Heiratsallianzen auszubauen;
- durch kultische Veranstaltungen seiner Macht zusätzliche religiöse Verstärkungen zu verschaffen;
- eine Gefolgschaft zu erwerben, die materiell und statusmäßig von ihm abhängt und die auch bewaffnet sein kann; damit erhält der Häuptling tendenziell die Möglichkeit, seine Entscheidungen auch bei Widerstreben der Beherrschten mit Befehlen zur Arbeit, zum Kampf oder Glauben[11] durchzusetzen; allerdings ist die Gefolgschaft in Häuptlingstümern zahlenmäßig wegen geringer Ressourcen noch begrenzt.

Während die Macht der Häuptlinge in diesem Prozess ständig weiter zunimmt, kann ein Teil der Abstammungsgruppen die gestiegenen Abgaben und Brautpreise nicht mehr bezahlen. Sie können dann in den Status von Schuldsklaven des Häuptlings absinken.
Die zentrale Position des Häuptlings im Netz der Verwandtschaftsbeziehungen und der Religion führt dazu, dass er jetzt in stärkerem Maße über alle wichtigen Angelegenheiten der ganzen Ramage entscheidet. So beaufsichtigt er den Produktionsprozess und mobilisiert Gruppen für gemeinsame Arbeiten oder für den Krieg gegen Nachbargebiete. Allerdings gehören ihm im Allgemeinen nicht die wichtigsten Produktionsmittel.
Im Gegensatz zu den segmentären, egalitären Gesellschaften existiert im Häuptlingstum eine dauerhafte politische Macht, die an ein vererbbares Amt gebunden ist. Von staatlich organisierten Gesellschaften unterscheiden sich Häuptlingstümer dadurch, dass noch kein Gewaltmonopol und kein ausreichend großer Erzwingungsstab existiert, mit dessen Hilfe die Zentralinstanz ihre Entscheidungen durchsetzen könnte. Häufig können die Häuptlinge nicht einmal allein entscheiden, sie sind auf die Mitwirkung des Stammes oder der Ältesten angewiesen und müssen ständig mit der Möglichkeit von Abspaltungen und Revolten rechnen.

## Entwicklung
Häuptlingstümer sind häufig expansiv und wollen sich ausdehnen; sie entwickeln einen ständig steigenden Bedarf an Arbeitskräften. Denn nur wenn die Lineage oder der Clan des Häuptlings über zahlreiche Arbeitskräfte verfügt, kann sie ein Mehrprodukt erwirtschaften, das für seine zahlreichen Verpflichtungen ausreicht. Neben der Ausbeutung der anderen Abstammungsgruppen des Häuptlingstums wird er versuchen, durch Kriege gegen Nachbargebiete weitere Arbeitskräfte zu gewinnen. Aus diesem Grund tendiert die Bevölkerung der Häuptlingstümer in ihrer Kernzone dazu, rapide zu wachsen. Zudem dehnen sie sich über größere Gebiete aus.
Wenn die historischen und ökologischen Bedingungen eine solche Expansion zulassen und fördern, festigen sich die vertikalen Machtstrukturen und es können sich aus den Häuptlingstümern die ersten Formen der eigentlichen Staaten entwickeln.
Wenn dies nicht der Fall ist, werden die Häuptlingstümer nach einer gewissen Zeit wieder zusammenbrechen. Allerdings können sie sich danach auch wieder neu bilden. Dies war zum Beispiel bei den Jingpo der Fall, aber auch bei vielen Häuptlingstümern auf Pazifikinseln.